# Elyas M’Barek

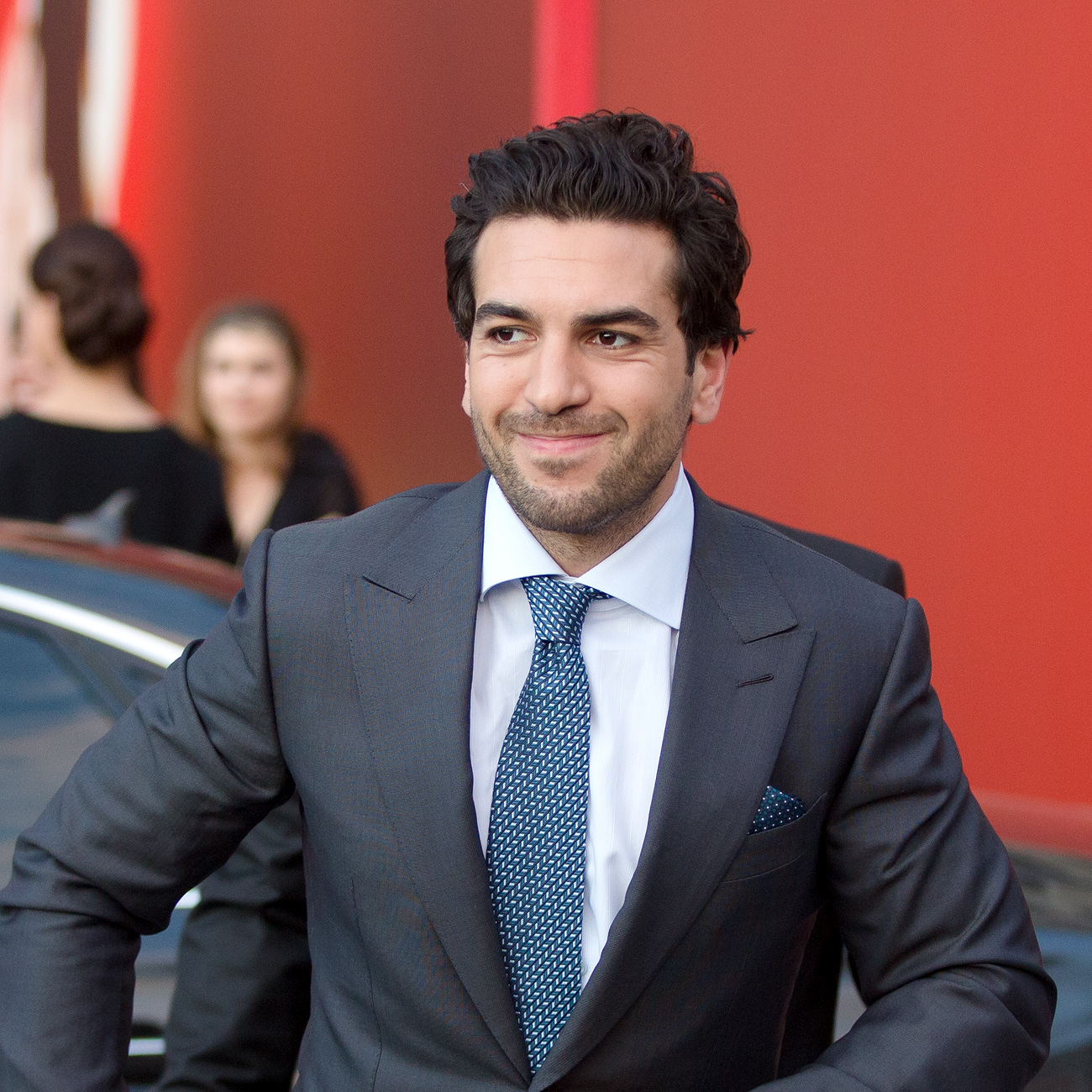
Elyas M'Barek (2016).

Elyas M'Barek, född den 29 maj 1982, uppväxt i München, är en österrikisk skådespelare och röstskådespelare. Han är känd från filmer som Turkish for Beginners och Fack ju Göhte.

## Biografi
Elyas M'Barek växte upp i Sendling-distriktet i München. Hans far kommer från Tunisien och är programmerare och hans österrikiska mor är sjuksköterska.  Han har österrikiskt medborgarskap och är katolik. Han har två yngre bröder. Hans bror Joseph M'Barek är också skådespelare och Elyas stod framför kameran med honom i filmen Die Welle.
Först gick han på den katolska klosterinternatskolan i Metten och avlade sin examen vid Robert Bosch tekniska högskola i München. Han bor i München och drev där mellan oktober 2015 och mitten av 2018 en bar med två affärspartners.  

## Karriär
M'Barek gjorde sitt första filmframträdande redan under skolåren när han spelade i Dennis Gansels film Girl, Girl. I ARD:s förkvällsserie Türkisch für Anfänger spelade han machon med turkiskt ursprung, Cem Öztürk, vars far flyttar in hos en tysk kvinna och hennes dotter. År 2006 vann han för denna roll kategorin "Bästa huvudroll i en serie" under Deutscher Fernsehpreis-galan.
Han spelade en av huvudrollerna i filmen Wholetrain, som utspelar sig i graffitiscenen. År 2008 spelade han den turkiske pojken Sinan i filmen Die Welle. Från 2009 till 2011 var han med i läkarserien Doctor's Diary och 2010 den unge Bushido i Zeiten ändern dich. Han spelade som Flo i filmen Teufelskicker. År 2011 medverkade han i filmen The High School Vampire Grusical och 2012 medverkade han i långfilmerna Turkish for Beginners, Five Friends, Offroad och Heiter bis wolkig. År 2012 släpptes filmen Hotell Transylvanien, där han lånade ut sin röst till en av huvudrollerna tillsammans med Josefine Preuss. År 2012 bekräftades M'Bareks roll i filmatiseringarna av bokserien The Mortal Instruments.
Han spelade i 2013 års filmatisering av The Physician tillsammans med Tom Payne och Ben Kingsley. Samma år dök komedin Fack ju Göhte upp, där han tog på sig rollen som Zeki Müller. Han spelade även denna roll i uppföljaren Fack ju Göhte 2, som släpptes på bio 2015. Även 2015 medverkade han i komedin Traumfrauen, där han spelade en huvudroll tillsammans med Hannah Herzsprung, Karoline Herfurth, Palina Rojinski och Iris Berben. År 2016 hade komedin Wilkommen bei den Hartmanns biopremiär, där han spelar läkaren Tarek Berger. År 2017 spelade han i bioproduktionen Dieses bescheuerte Herz. I oktober 2017 släpptes Fack ju Göhte 3, avslutningen på Fack ju Göhte-trilogin, på bio. År 2019 spelade han advokaten för ett brottsoffer i en vedergällningsattack. Han medverkade också i filmen Das perfekte Geheimnis samma år. Han spelade bartendern Milo i komedin Nightlife, som släpptes i februari 2020 och regisserades av Simon Verhoeven.